# 喬納森·羅艾西加
喬納森·史丹利·羅艾西加·艾斯特拉達（英語：Jonathan Stanley Loáisiga Estrada，1994年11月2日—），為美國職棒大聯盟的投手，目前效力於紐約洋基。

## 職業生涯

### 舊金山巨人
2012年9月23日，羅艾西加以國際自由球員身份與巨人簽約。2013年，他在小聯盟投出8勝1敗，防禦率2.75。不過他接下來兩年都因傷缺陣，因此球隊最後在2015年將他釋出。

### 紐約洋基
2016年2月9日，羅艾西加加盟洋基。結果他只在小聯盟投了一場比賽就進入傷兵名單。2017年，他在小聯盟拿下1勝1敗，防禦率1.38。
2018年，羅艾西加在低階1A先發4場比賽拿下3勝後，直接升上2A。6月15日，羅艾西加跳過3A直升大聯盟，成為洋基隊史首位尼加拉瓜球員。他在初登板投了5局，順利拿下大聯盟首勝。後來他回到3A，並於9月擴編重返大聯盟。2019年和2020年，他分別拿下2勝2敗和3勝0敗，防禦率分別為4.55和3.52。
2021年4月24日，羅艾西加拿下大聯盟首次救援成功。6月25日，他成為洋基隊史首位單局投出4次三振的投手(包含一次不死三振)。
2021年7月，羅艾西加和隊友Wandy Peralta、小奈斯特·柯泰斯都確診COVID-19，導致洋基對紅襪的比賽延期。整季他拿下18個中繼點，防禦率2.17。隔年他拿下2勝3敗，防禦率4.13。
2023年5月1日，羅艾西加因為進行去除骨刺手術，導致球季報銷到8月。

## 國際賽
2017年，羅艾西加代表尼加拉瓜出戰世界棒球經典賽。不過球隊後來輸給墨西哥。
2023年，羅艾西加再度出戰經典賽。他在系列賽上場2場比賽，防禦率13.50。其中他面對以色列的比賽救援失敗。

## 個人生活
羅艾西加的父親史丹利曾在博覽會小聯盟球隊效力過。他的弟弟麥克17歲就和道奇隊簽約，不過他從2018年後就沒有在小聯盟打球。而羅艾西加的偶像是在大聯盟累積拿下245勝的尼加拉瓜投手丹尼斯·馬丁尼茲。

## 外部連結
- 球員資訊和成績在MLB ，ESPN ，Retrosheet ，Baseball Reference ，Baseball Reference (Minors) ，Fangraphs ，The Baseball Cube （英文）